# Globicornis
Globicornis là một chi bọ cánh cứng bản địa của miền Cổ bắc (bao gồm châu Âu) Cận Đông, và Bắc Mỹ.